# 19.ª etapa de la Vuelta a España 2018
La 19.ª etapa de la Vuelta a España 2018 tuvo lugar el 14 de septiembre de 2018 entre Lérida y Andorra sobre un recorrido de 154,4 km y fue ganada por el ciclista francés Thibaut Pinot del equipo Groupama-FDJ, quien completó su segundo triunfo de etapa en la Vuelta 2018. El ciclista británico Simon Yates del equipo Mitchelton-Scott conservó el maillot de líder.

## Clasificación de la etapa
| \| Clasificación de la etapa \| Clasificación de la etapa \| Clasificación de la etapa \| Clasificación de la etapa \| Clasificación de la etapa \| \| Ciclista \| Ciclista \| Equipo \| Tiempo \| \| \| ------------------------- \| ------------------------- \| ------------------------- \| ------------------------- \| ------------------------- \| \| 1.º \| Thibaut Pinot \| Groupama-FDJ \| 3 h 42 min 05 s \| \| \| 2.º \| Simon Yates \| Mitchelton-Scott \| + 5 s \| \| \| 3.º \| Steven Kruijswijk \| LottoNL-Jumbo \| + 13 s \| \| \| 4.º \| Rigoberto Urán \| EF Education First-Drapac \| + 52 s \| \| \| 5.º \| Miguel Ángel López \| Astana \| + 52 s \| \| \| 6.º \| Enric Mas \| Quick-Step Floors \| + 52 s \| \| \| 7.º \| Wilco Kelderman \| Team Sunweb \| + 1 min 03 s \| \| \| 8.º \| Alejandro Valverde \| Movistar Team \| + 1 min 12 s \| \| \| 9.º \| Tony Gallopin \| AG2R La Mondiale \| + 1 min 15 s \| \| \| 10.º \| Nairo Quintana \| Movistar Team \| + 1 min 49 s \| \| |                    |                           |                 |
| |                    |                           |                 |
| Fuente: ProCyclingStats |                    |                           |                 |
| Clasificación de la etapa |                    |                           |                 |
| Ciclista | Ciclista           | Equipo                    | Tiempo          |
| 1.º | Thibaut Pinot      | Groupama-FDJ              | 3 h 42 min 05 s |
| 2.º | Simon Yates        | Mitchelton-Scott          | + 5 s           |
| 3.º | Steven Kruijswijk  | LottoNL-Jumbo             | + 13 s          |
| 4.º | Rigoberto Urán     | EF Education First-Drapac | + 52 s          |
| 5.º | Miguel Ángel López | Astana                    | + 52 s          |
| 6.º | Enric Mas          | Quick-Step Floors         | + 52 s          |
| 7.º | Wilco Kelderman    | Team Sunweb               | + 1 min 03 s    |
| 8.º | Alejandro Valverde | Movistar Team             | + 1 min 12 s    |
| 9.º | Tony Gallopin      | AG2R La Mondiale          | + 1 min 15 s    |
| 10.º | Nairo Quintana     | Movistar Team             | + 1 min 49 s    |

## Clasificaciones al final de la etapa

### Clasificación general
| \| Clasificación general \| Clasificación general \| Clasificación general \| Clasificación general \| Clasificación general \| \| Ciclista \| Ciclista \| Equipo \| Tiempo \| \| \| --------------------- \| --------------------- \| ------------------------- \| --------------------- \| --------------------- \| \| 1.º \| Simon Yates \| Mitchelton-Scott \| 76 h 44 min 41 s \| \| \| 2.º \| Alejandro Valverde \| Movistar Team \| + 1 min 38 s \| \| \| 3.º \| Steven Kruijswijk \| LottoNL-Jumbo \| + 1 min 58 s \| \| \| 4.º \| Enric Mas \| Quick-Step Floors \| + 2 min 15 s \| \| \| 5.º \| Miguel Ángel López \| Astana \| + 2 min 29 s \| \| \| 6.º \| Nairo Quintana \| Movistar Team \| + 4 min 01 s \| \| \| 7.º \| Thibaut Pinot \| Groupama-FDJ \| + 5 min 22 s \| \| \| 8.º \| Rigoberto Urán \| EF Education First-Drapac \| + 5 min 29 s \| \| \| 9.º \| Ion Izagirre \| Bahrain-Merida \| + 6 min 30 s \| \| \| 10.º \| Tony Gallopin \| AG2R La Mondiale \| + 7 min 21 s \| \| |                    |                           |                  |
| |                    |                           |                  |
| Fuente: ProCyclingStats |                    |                           |                  |
| Clasificación general |                    |                           |                  |
| Ciclista | Ciclista           | Equipo                    | Tiempo           |
| 1.º | Simon Yates        | Mitchelton-Scott          | 76 h 44 min 41 s |
| 2.º | Alejandro Valverde | Movistar Team             | + 1 min 38 s     |
| 3.º | Steven Kruijswijk  | LottoNL-Jumbo             | + 1 min 58 s     |
| 4.º | Enric Mas          | Quick-Step Floors         | + 2 min 15 s     |
| 5.º | Miguel Ángel López | Astana                    | + 2 min 29 s     |
| 6.º | Nairo Quintana     | Movistar Team             | + 4 min 01 s     |
| 7.º | Thibaut Pinot      | Groupama-FDJ              | + 5 min 22 s     |
| 8.º | Rigoberto Urán     | EF Education First-Drapac | + 5 min 29 s     |
| 9.º | Ion Izagirre       | Bahrain-Merida            | + 6 min 30 s     |
| 10.º | Tony Gallopin      | AG2R La Mondiale          | + 7 min 21 s     |

### Clasificación por puntos
| Clasificación por puntos | Clasificación por puntos | Clasificación por puntos | Clasificación por puntos | Clasificación por puntos |
| Ciclista                 | Ciclista                 | Equipo                   | Puntos                   |                          |
| ------------------------ | ------------------------ | ------------------------ | ------------------------ | ------------------------ |
| 1.º                      | Alejandro Valverde       | Movistar Team            | 125 pts                  |                          |
| 2.º                      | Peter Sagan              | Bora-Hansgrohe           | 99 pts                   |                          |
| 3.º                      | Dylan Teuns              | BMC Racing Team          | 93 pts                   |                          |
| 4.º                      | Simon Yates              | Mitchelton-Scott         | 88 pts                   |                          |
| 5.º                      | Miguel Ángel López       | Astana                   | 83 pts                   |                          |
| 6.º                      | Thibaut Pinot            | Groupama-FDJ             | 81 pts                   |                          |
| 7.º                      | Elia Viviani             | Quick-Step Floors        | 80 pts                   |                          |
| 8.º                      | Steven Kruijswijk        | LottoNL-Jumbo            | 71 pts                   |                          |
| 9.º                      | Benjamin King            | Dimension Data           | 69 pts                   |                          |
| 10.º                     | Alessandro De Marchi     | BMC Racing Team          | 67 pts                   |                          |

### Clasificación de la montaña
| Clasificación de la montaña | Clasificación de la montaña | Clasificación de la montaña | Clasificación de la montaña | Clasificación de la montaña |
| Ciclista                    | Ciclista                    | Equipo                      | Puntos                      |                             |
| --------------------------- | --------------------------- | --------------------------- | --------------------------- | --------------------------- |
| 1.º                         | Thomas de Gendt             | Lotto-Soudal                | 74 pts                      |                             |
| 2.º                         | Luis Ángel Maté             | Cofidis, Solutions Crédits  | 64 pts                      |                             |
| 3.º                         | Bauke Mollema               | Trek-Segafredo              | 60 pts                      |                             |
| 4.º                         | Benjamin King               | Dimension Data              | 56 pts                      |                             |
| 5.º                         | Thibaut Pinot               | Groupama-FDJ                | 32 pts                      |                             |
| 6.º                         | Pierre Rolland              | EF Education First-Drapac   | 31 pts                      |                             |
| 7.º                         | Simon Yates                 | Mitchelton-Scott            | 28 pts                      |                             |
| 8.º                         | Miguel Ángel López          | Astana                      | 26 pts                      |                             |
| 9.º                         | Michael Woods               | EF Education First-Drapac   | 20 pts                      |                             |
| 10.º                        | Michał Kwiatkowski          | Team Sky                    | 17 pts                      |                             |

### Clasificación de la combinada
| Clasificación de la combinada | Clasificación de la combinada | Clasificación de la combinada | Clasificación de la combinada | Clasificación de la combinada |
| Ciclista                      | Ciclista                      | Equipo                        | Puntos                        |                               |
| ----------------------------- | ----------------------------- | ----------------------------- | ----------------------------- | ----------------------------- |
| 1.º                           | Simon Yates                   | Mitchelton-Scott              | 12 pts                        |                               |
| 2.º                           | Alejandro Valverde            | Movistar Team                 | 14 pts                        |                               |
| 3.º                           | Miguel Ángel López            | Astana                        | 18 pts                        |                               |
| 4.º                           | Thibaut Pinot                 | Groupama-FDJ                  | 18 pts                        |                               |
| 5.º                           | Steven Kruijswijk             | LottoNL-Jumbo                 | 26 pts                        |                               |
| 6.º                           | Rafał Majka                   | Bora-Hansgrohe                | 46 pts                        |                               |
| 7.º                           | Nairo Quintana                | Movistar Team                 | 47 pts                        |                               |
| 8.º                           | Enric Mas                     | Quick-Step Floors             | 54 pts                        |                               |
| 9.º                           | Rigoberto Urán                | EF Education First-Drapac     | 55 pts                        |                               |
| 10.º                          | Emanuel Buchmann              | Bora-Hansgrohe                | 75 pts                        |                               |

### Clasificación por equipos
| Clasificación por equipos | Clasificación por equipos     | Clasificación por equipos | Clasificación por equipos |
| Equipo                    | Equipo                        | Tiempo                    |                           |
| ------------------------- | ----------------------------- | ------------------------- | ------------------------- |
| 1.º                       | Movistar Team                 | 230 h 36 min 05 s         |                           |
| 2.º                       | AG2R La Mondiale              | + 43 min 12 s             |                           |
| 3.º                       | Mitchelton-Scott              | + 1 h 06 min 54 s         |                           |
| 4.º                       | Astana                        | + 1 h 23 min 48 s         |                           |
| 5.º                       | Euskadi Basque Country-Murias | + 1 h 29 min 04 s         |                           |
| 6.º                       | Groupama-FDJ                  | + 2 h 07 min 28 s         |                           |
| 7.º                       | Caja Rural-Seguros RGA        | + 2 h 13 min 39 s         |                           |
| 8.º                       | Team Sunweb                   | + 2 h 19 min 13 s         |                           |
| 9.º                       | Quick-Step Floors             | + 2 h 36 min 38 s         |                           |
| 10.º                      | Katusha-Alpecin               | + 3 h 12 min 46 s         |                           |

## Abandonos
- Lukas Pöstlberger, no tomó la salida para centrar su preparación el campeonato mundial contrarreloj.[2]
- Laurens De Plus, abandono en el transcurso de la etapa por fiebre.[3]